# Villa Drahnet-Zervudachi
Villa Drahnet-Zervudachi, o Villa del Pascià, è una villa situata nel comune piemontese di Oggebbio, sul Lago Maggiore. Possiede cinque piani ed è circondata da un parco che comprende sia le pendici collinari delle vicinanze, sia un piccolo tratto di lungolago.

## Storia
Le prime tracce della villa risalgono al 1866, come attestato dal catasto Rabbini che individuava un edificio a forma di elle lungo il lago, circondato da terreni di diverse proprietà. Verso la fine del secolo il pascià Dranhet, ex direttore dei teatri del Chedivè d'Egitto, acquistò il fabbricato e il giardino circostante da Gaetano Ferri, docente di pittura all'Accademia Albertina di Torino. Vi furono numerose opere di ampliamento e di ripristino dettate da un chiaro gusto orientale e, dopo la morte del pascià nel 1899, i lavori furono portati avanti dalla figlia Despina e dal marito Zervudachi, i quali vi si insediarono stabilmente nel 1922.

## L'edificio
Se inizialmente la villa presentava una facciata più mossa con due avancorpi laterali a loggiato, con finestre di varia composizione, timpani decorativi e una torretta belvedere a lato, dopo le successive modifiche divenne un imponente blocco massiccio a cinque piani fuori terra, con un cornicione decorato con aperture circolari. La villa era dotata di una biblioteca, una sala da musica e ampi saloni decorati con marmi e artefatti lignei. Per quanto l'edificio abbia conservato in generale un ottimo stato, altre edificazioni un tempo presenti nel parco sono andate perdute, come lo chalet e la dépendance.

## Il giardino
Nel 1910 il giardino fu completamente rivisto ad opera di Michele Cantamessa, autore di altri giardini della zona, che fu attivo tra il XIX e il XX secolo. L'area verde risulta molto vasta e comprende una strada asfaltata (una volta un viale) che conduce alla villa e agli altri edifici tuttora rimasti. Vi sono poi diversi sentieri secondari in terra battuta, nonché attraversamenti con rampe e scale in pietra. Sono riconoscibili i classici elementi del giardino italiano del Cinquecento, adattati al gusto di inizio Novecento, come terrazzi, balaustre, statue, fontane e muri decorati a mosaici policromi. Un'altra caratteristica presente, comune ai giardini del lago Maggiore, è il sistema di muri di contenimento del terreno, costruiti con pietra a vista e dotati di ampi archi a tutto sesto. La flora presente nel giardino comprende faggi, querce, conifere, magnolie, palme, canfore, liriodendri, azalee, rododendri e camelie.